# Ryland Fletcher

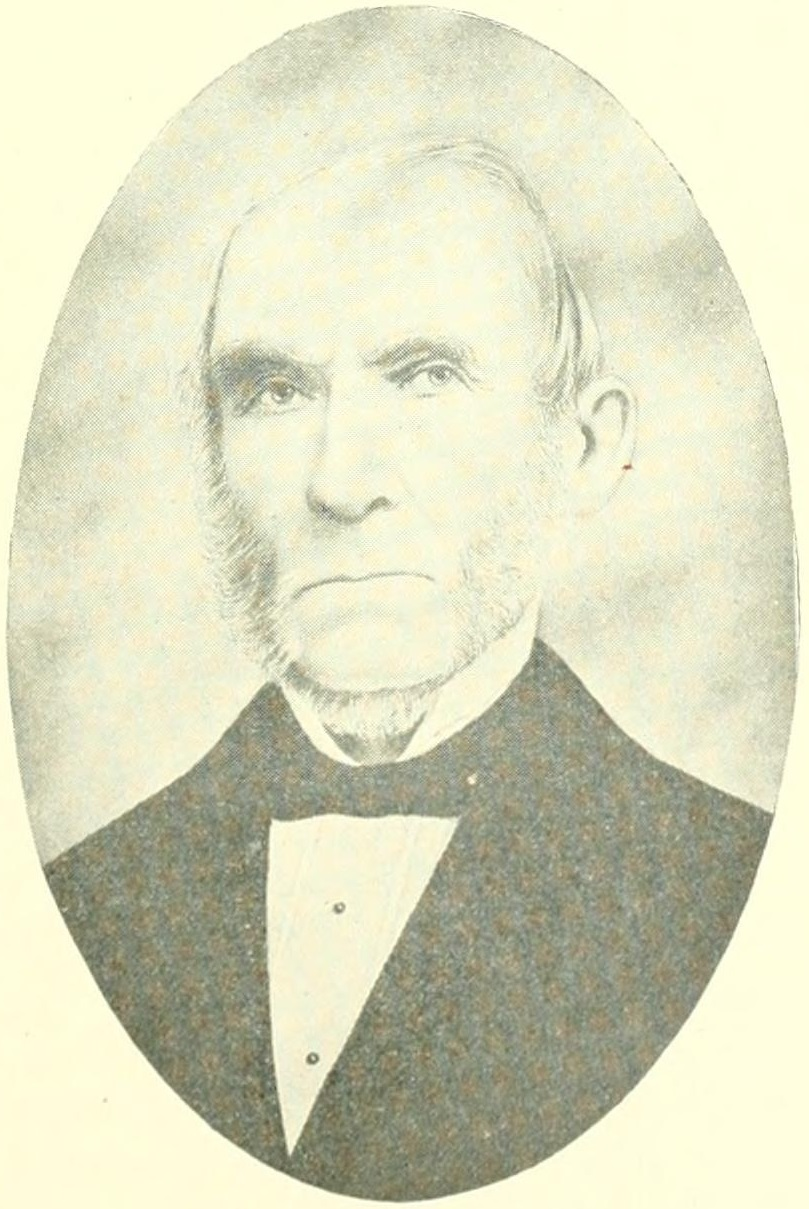
Ryland Fletcher

Ryland Fletcher, född 18 februari 1799 i Cavendish, Vermont, död 19 december 1885 i Windsor County, Vermont, var en amerikansk politiker. Han var viceguvernör i Vermont 1854–1856 och sedan delstatens guvernör 1856–1858.
I guvernörsvalet 1854 nominerade tre partier Fletcher till viceguvernörskandidat, nämligen Whigpartiet, Liberty Party och Free Soil Party. Året efter omvaldes Fletcher som Republikanska partiets kandidat. Han efterträdde sedan 1856 Stephen Royce som guvernör och efterträddes 1858 av Hiland Hall.
Baptisten Fletcher gravsattes på Cavendish Village Cemetery i Cavendish. Sonen Henry A. Fletcher var viceguvernör i Vermont 1890–1892.